# الیونه بدارا فاتی
الیونه بدارا فاتی (انگلیسی: Alioune Badara Faty؛ زادهٔ ۳ مهٔ ۱۹۹۹) بازیکن فوتبال است که در حال حاضر برای باشگاه فوتبال تی‌پی مازمبه بازی می‌کند. 